# St. Barbara (Castrop-Rauxel)
Die St.-Barbara-Kirche ist eine katholische Gemeindekirche der Kath. Pfarrei Corpus Christi in Castrop-Rauxel. Sie liegt im Stadtteil Ickern und gehört zum Dekanat Emschertal im Erzbistum Paderborn.

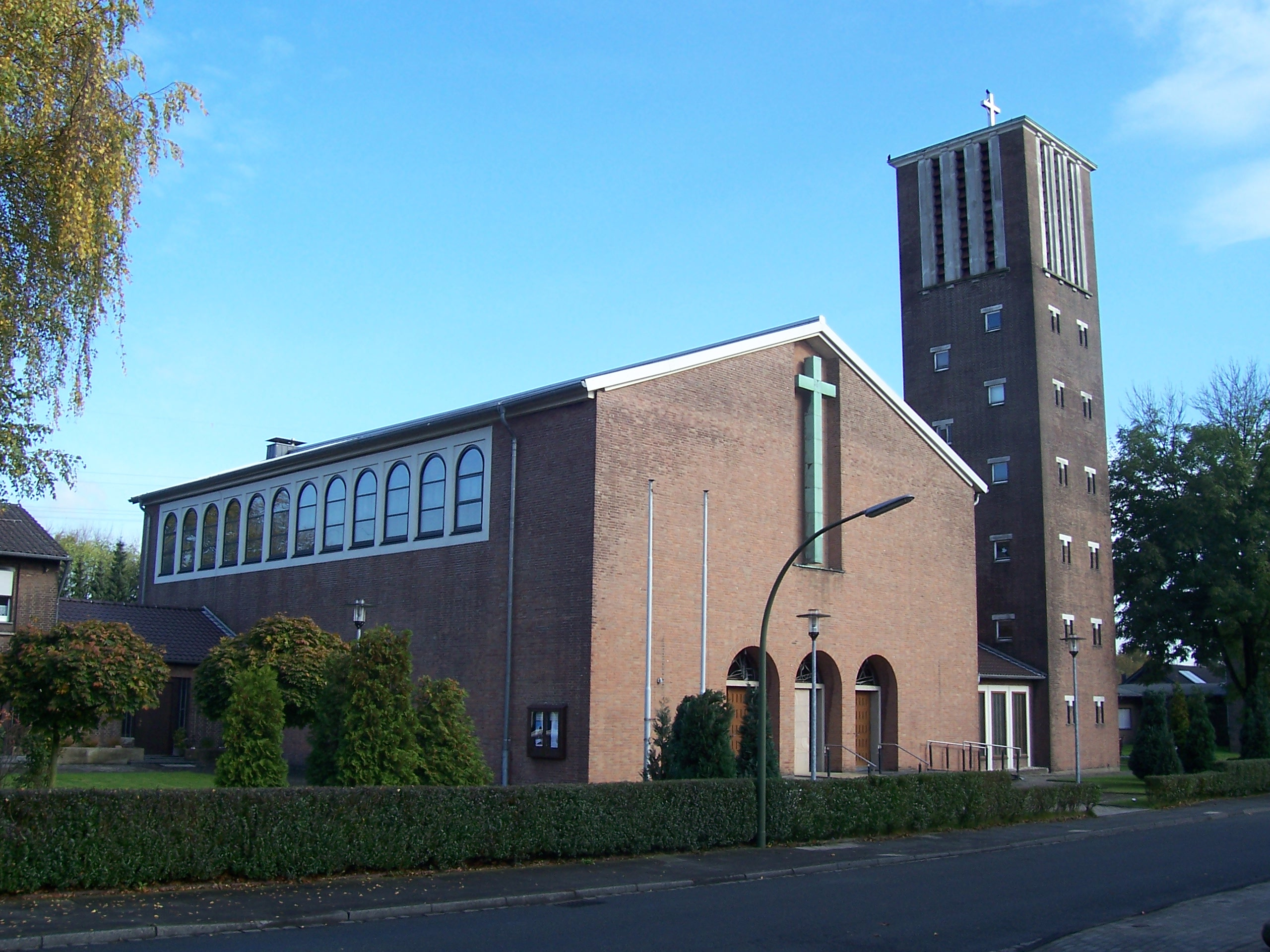
St.-Barbara-Kirche in Castrop-Rauxel/Ickern

## Geschichte
Die Geschichte der St.-Barbara-Gemeinde ist eng verknüpft mit der Entwicklung des Bergbaus in Ickern, Habinghorst und Rauxel. Die wachsenden Zechen, die steigenden Bevölkerungszahlen und die Entstehung neuer Siedlungen, vor allem in den Aapwiesen und davor, machten es nötig, eine weitere Gemeinde für den Bereich Ickern zu erschaffen.
In den 1950er Jahren stieg die Mitgliederzahl der St. Antonius-Gemeinde in Ickern auf über 11.000 an – St. Antonius war damit eine der größten Gemeinden im Erzbistum Paderborn.
Aus diesem Grunde wurde der nordwestliche Teil abgepfarrt und St. Barbara entstand mit einer Mitgliederzahl von ca. 3.400 Seelen auf einem Gemeindegebiet, das sich heute immer noch in Nord-Süd-Richtung von den Aapwiesen bis zur Römerstraße und in West-Ost-Richtung zwischen Nordstraße und Waldenburger Straße erstreckt. Die Zahl der Gemeindemitglieder ist bis heute auf etwa 2.000 Seelen gesunken.
Zu Gemeindegründung und Kirchbaue sind folgende Daten bekannt:
- Erster Spatenstich: 4. Dezember 1956
- Grundsteinlegung: 4. Dezember 1957
- Gründung der Gemeinde als Pfarrvikarie: 30. August 1959
- Kirchweihe durch Kardinal Jaeger: 9. April 1960
- Erhebung zur eigenständigen Pfarrei: 1. Juli 1960
- Eingliederung in den Pastoralverbund Castrop-Rauxel-Nord: 1. Februar 2003
- Auflösung der Kath. Kirchengemeinde St. Barbara und des Pastoralverbundes: 31. Dezember 2014
- Gründung der Kath. Pfarrei Corpus Christi Castrop-Rauxel: 1. Januar 2015

### Pastoralverbund Castrop-Rauxel Nord
Zum 1. Februar 2003 wurden die vier kath. Kirchengemeinden St. Barbara und St. Antonius, Ickern, St. Josef, Habinghorst und Herz Jesu, Rauxel in den Pastoralverbund Castrop-Rauxel Nord eingegliedert. Alle vier Gemeinden blieben rechtlich eigenständig. Nur Seelsorge und Pastoral wurden enger miteinander verbunden. Ein Beispiel für die Zusammenarbeit ist z. B. die gemeinsame Prozession am Fest Fronleichnam.
Außerdem wurde im Pastoralverbundsrat und weiteren Gremien auf Dekanats- und Bistumsebene der Zusammenschluss zu einer gemeinsamen Gesamtpfarrei im Jahr 2015 vorbereitet. Dieser Prozess nannte sich „Effata – Öffne Dich!“.

### Kath. Pfarrei Corpus Christi
Zum 1. Januar 2015 wurden die vier Kirchengemeinden des Pastoralverbundes Castrop-Rauxel Nord aufgehoben und in der neuen Pfarrei Corpus Christi zusammengefasst. Zugleich erlosch der Pastoralverbund Castrop-Rauxel Nord. Die neu gegründete Pfarrei ist die erste Gesamtpfarrei im Dekanat Emschertal. Aus der Pfarrgemeinde St. Barbara wurde, wie die anderen drei Gemeinden auch, eine Teilgemeinde der Gesamtpfarrei.
Unter Beibehaltung ihres Kirchentitels wurde aus der „Pfarrkirche St. Barbara“ eine von drei „Filialkirchen der Pfarrei Corpus Christi“. Einzige Pfarrkirche ist die St.-Josef-Kirche in Habinghorst.
Mit der Gründung der Pfarrei gibt es für alle vier Gemeinden nur noch einen gemeinsamen Pfarrgemeinderat, einen Kirchenvorstand und in jeder Gemeinde jeweils einen Gemeindeausschuss vor Ort, der das Leben im Seelsorgebereich aufrechterhalten, fördern und gestalten soll.

## Kirchengebäude
Beim Kirchengebäude handelt es sich um eine einschiffige neoromanische Hallenkirche mit kleiner Seitenkapelle, welche heute als Beichtzimmer genutzt wird, und 32 Meter hohem, quadratischen Turm.
Der Kircheninnenraum ist schlicht gehalten und fasst etwa 300 Besucher. Das romanische Kreuz hinter dem Altar stammt aus dem Jahr 1964. Über dem Taufstein befindet sich ein Wandmosaik (1962), das die Hl. Barbara von Nikomedien zeigt. Sie ist die Schutzpatronin der Gemeinde.

### Orgel
Die Orgel wurde 1966 von Raupach-Bosch-Orgelbau vollendet. Sie besitzt 13 Register, 2 Manuale, Pedalwerk, mechanische Spieltraktur und elektrische Registertraktur. Die Disposition lautet:
| I Hauptwerk C– |    |
| Rohrflöte      | 8′ |
| Prinzipal      | 4′ |
| Waldflöte      | 2′ |
| Mixtur IV      |    |
| Mussette       |    |

| II Schwellwerk C |    |
| Holzgedackt      | 8′ |
| Spillflöte       | 4′ |
| Prinzipal        | 2′ |
| Sesquialtera II  |    |
| Tremulant        |    |

| Pedal C–        |     |
| Subbass         | 16′ |
| Ital. Prinzipal | 08′ |
| Nachthorn       | 04′ |
| Fagott          | 16′ |

- Koppeln: II/I, I/P, II/P

### Glocken
Die St. Barbara-Gemeinde verfügt über zwei Glocken:
| Nr. | Name             | Gussjahr | Gießer          | Gewicht | Ton | Läuteordnung                                                                               |
| --- | ---------------- | -------- | --------------- | ------- | --- | ------------------------------------------------------------------------------------------ |
| 1   | „Sancta Barbara“ | 1960     | Bochumer Verein | 580 kg  | g′  | Beerdigungen, Hochämter und Festgottesdienste                                              |
| 2   | „Sancta Maria“   | 1959     | Bochumer Verein | 540 kg  | a′  | Morgen-, Angelus-, Abendläuten, Andachten, Hochämter, jede hl. Messe und Festgottesdienste |

## Gemeindeleben
Direkt neben der Kirche befindet sich das, in den Jahren 2013 und 2014 neu umgebaute, Kath. Kinderhaus St. Barbara als zweigruppige Einrichtung, sowie zusätzlich einigen Plätzen zur Betreuung von unter dreijährigen Kindern. Es gehört ebenfalls zur Pfarrei.
Rund um Kirche, Turm und Pfarrhaus befinden sich große Grünflächen mit Spielplatz, Gemeindesaal und Jugendheim. Auf der Pfarrwiese steht eine im Jahr 1990 erbaute kleine Fatima-Kapelle.
Das christliche Leben in der Gemeinde wird durch verschiedene Gruppen und Vereine gestaltet:
- Gemeindecaritas und Vinzenz-Konferenz
- Frauengemeinschaft (KFD)
- Kirchenchor
- Kinder- und Jugendgruppen
- Ministranten
- „Mütter unter sich“

## Seelsorger
- Josef Denis († 1967), Pfarrvikar von 1959 bis 1960, Pfarrer von 1960 bis 1967
- Arno Friedrich († 2009), Pfarrer von 1968 bis 1993
- Kasimir Szymczyk, Pfarrer von 1993 bis 2004
- Zbigniew Szarata, Pfarradministrator von 2004 bis 2014, Pfarrer seit 2015